# Emelie Fast
Emelie Fast (20 de febrero de 2004) es una deportista sueca que compite en natación. Ganó una medalla de plata en el Campeonato Europeo de Natación en Piscina Corta de 2021, en la prueba de 4 × 50 m estilos.

## Palmarés internacional
| Campeonato Europeo en Piscina Corta | Campeonato Europeo en Piscina Corta | Campeonato Europeo en Piscina Corta | Campeonato Europeo en Piscina Corta |
| Año                                 | Lugar                               | Medalla                             | Prueba                              |
| ----------------------------------- | ----------------------------------- | ----------------------------------- | ----------------------------------- |
| 2021                                | Kazán (Rusia)                       | Medalla de plata                    | 4 × 50 m estilos                    |